# Dorfmeister István (festő, 1770–1807)
Ifjabb Dorfmeister István (Sopron, 1770. január 26. – Sopron, 1807) osztrák nemzetiségű magyar festőművész, id. Dorfmeister István fia, Joseph Dorffmeister testvére.
1770. január 26-án keresztelték a soproni Szent Mihály templomban.
Sokáig apja segédjeként dolgozott, miközben egyre nagyobb részt kapott a munkából. Apja halála után átvette a családi műhelyt, és kisebb falusi templomokat díszített fali- és oltárképeivel.
Stílusa, szemlélete késő barokk.
Különleges alkotása a nagyhajmási katolikus templom főoltárképe, aminek festését még apja kezdte meg, nem sokkal a halála előtt, de már csak ő fejezhette be; a szignó is az övé.

## Fontosabb művei
- a kőszegi Szent Imre-templom főoltárképe (Szent Imre herceg fogadalma, 1805). A képen Szent Imre herceg magyar főnemesi ruhában látható.
- a csesztregi római katolikus Szent Móric templom freskói,
- Galambokon a római katolikus templom freskói,
- Gelse, a templom freskói,
- Sitkén a római katolikus templom egyik mellékoltára (Immaculata, 1801) és valószínűleg a bal oldali fal freskója is (Szent László vizet fakaszt a sziklából)
- Szentgotthárdon az apátsági templom kupolafestménye (a szentgotthárdi csata, 1788, apjával közös munkája),
- Lentiben a Szent Mihály-templom főoltárképe (1807),